# Hellyho věta
Hellyho věta je základní výsledek kombinatorické geometrie. Popisuje způsob, jak se konvexní množiny protínají a jaké podmínky musí systém konvexních množin splňovat, abychom mohli zaručit, že existuje bod, který je obsažen v každé množině ze systému. Poprvé byla objevena Eduardem Hellym v roce 1913.

## Znění věty
- Nechť {\displaystyle {\mathcal {F}}} je konečný systém alespoň {\displaystyle d+1} konvexních množin v {\displaystyle \mathbb {R} ^{d}}. Pokud každých {\displaystyle d+1} množin z {\displaystyle {\mathcal {F}}} má neprázdný průnik, potom celá {\displaystyle {\mathcal {F}}} má neprázdný průnik.

- Symbolicky zapsáno:

{\displaystyle \left(\forall {\mathcal {F'}}\subseteq {\mathcal {F}},|{\mathcal {F'}}|=d+1:\bigcap _{M\in {\mathcal {F'}}}M\neq \emptyset \right)\Rightarrow \bigcap _{M\in {\mathcal {F}}}M\neq \emptyset }

## Důkaz
Označíme {\displaystyle {\mathcal {F}}=\{M_{1},M_{2},\dots ,M_{n}\}} a zafixujeme {\displaystyle d}.
Důkaz provedeme matematickou indukcí podle {\displaystyle n=|{\mathcal {F}}|} a použijeme Radonovo lemma.
{\displaystyle n=d+1:} Věta platí triviálně.
{\displaystyle n\geq d+2:} Definuji {\displaystyle x_{i}\in \bigcap _{M\in ({\mathcal {F}}\setminus \{M_{i}\})}M=\bigcap _{j\neq i}M_{j}}.
Podle indukčního předpokladu věta platí pro {\displaystyle n-1}, tedy body {\displaystyle X=\{x_{1},x_{2},\dots ,x_{n}\}} jsou dobře definované.
Potom podle Radonova lemmatu lze tyto body rozdělit do množin {\displaystyle A,B\subset X:A\cap B=\emptyset \wedge A\cup B=X} tak, že {\displaystyle \mathrm {conv} (A)\cap \mathrm {conv} (B)\neq \emptyset }.
Definuji {\displaystyle z\in \mathrm {conv} (A)\cap \mathrm {conv} (B)} a tvrdím, že {\displaystyle z\in \bigcap _{M\in {\mathcal {F}}}M}:
Dokážu, že {\displaystyle \forall i\in \{1,2,\dots ,n\}:z\in M_{i}}. Nechť {\displaystyle i\in \{1,2,\dots ,n\}} libovolně. Potom platí buď {\displaystyle x_{i}\notin A} nebo {\displaystyle x_{i}\notin B}. Bez újmy na obecnosti nechť {\displaystyle x_{i}\notin A}. Potom každý bod z {\displaystyle A} leží v {\displaystyle M_{i}}, protože v {\displaystyle M_{i}} leží každý bod z {\displaystyle X} kromě {\displaystyle x_{i}}. Když tam leží každý bod z {\displaystyle A}, určitě tam leží i jejich konvexní obal, protože {\displaystyle M_{i}} je konvexní. Takže {\displaystyle M_{i}\supseteq \mathrm {conv} (A)} a z definice {\displaystyle z} platí {\displaystyle z\in \mathrm {conv} (A)}. Tedy {\displaystyle z\in M_{i}}.

## Nekonečná verze
Věta neplatí, pokud {\displaystyle {\mathcal {F}}} je nekonečná. Protipříklad v {\displaystyle \mathbb {R} ^{1}} by byl například {\displaystyle {\mathcal {F}}=\{(0,1/n)\,|\,n\in \mathbb {N} \}}: {\displaystyle {\mathcal {F}}} tvoří konvexní otevřené množiny, kde každé dvě mají neprázdný průnik, ale pro každý bod {\displaystyle x\in (0,1)} bude existovat {\displaystyle n\in \mathbb {N} :1/n<x}.
Platí ovšem podobná věta, když budeme vyžadovat kompaktnost množin:
- Nechť {\displaystyle {\mathcal {F}}} je libovolný systém alespoň {\displaystyle d+1} kompaktních konvexních množin v {\displaystyle \mathbb {R} ^{d}}. Pokud každých {\displaystyle d+1} množin z {\displaystyle {\mathcal {F}}} má neprázdný průnik, potom celá {\displaystyle {\mathcal {F}}} má neprázdný průnik.

Toto tvrzení lehce vyplývá z konečné verze. Podle ní každá konečná podmnožina {\displaystyle {\mathcal {F}}} má neprázdný průnik. Je základní vlastností kompaktních množin, že pokud každá její konečná podmnožina má neprázdný průnik, celá množina má neprázdný průnik (princip kompaktnosti).